# 3-(Trifluormethyl)phenol
3-(Trifluormethyl)phenol ist eine chemische Verbindung des Fluors aus der Gruppe der Phenolderivate.

## Gewinnung und Darstellung
Ausgehend von (Trifluormethyl)benzol erhält man durch Nitrierung als Hauptprodukt das meta-Nitro-Isomer, das durch Reduktion in 3-(Trifluormethyl)anilin überführt werden kann. 3-(Trifluormethyl)phenol kann durch Diazotierung von 3-(Trifluormethyl)anilin und anschließender Verkochung des Diazoniumsalzes gewonnen werden.

## Eigenschaften
3-(Trifluormethyl)phenol ist eine gelbe Flüssigkeit, die praktisch unlöslich in Wasser ist.

## Verwendung
3-(Trifluormethyl)phenol wird zur Herstellung des Antiglaukommittels Travoprost verwendet.